# مارتين برموديز
مارتين برموديز (بالإسبانية: Martín Bermúdez) هو عداء مشي مكسيكي، ولد في 19 يوليو 1958 في Turicato ‏ في المكسيك.

## وصلات خارجية
- مارتين برموديز على موقع الاتحاد الدولي لألعاب القوى (الإنجليزية)
- مارتين برموديز على موقع أوليمبيديا (الإنجليزية)